# 太熙
太熙（たいき）は、西晋の元号（290年）。武帝の治世に使われた。
異体字で、太煕と太熈の表記もある。

## 西暦との対照表
| 太熙 | 元年  |
| 西暦 | 290年 |
| 干支 | 庚戌  |